# Sudamerlycaste fimbriata
Sudamerlycaste fimbriata är en orkidéart som först beskrevs av Eduard Friedrich Poeppig och Stephan Ladislaus Endlicher, och fick sitt nu gällande namn av Fredy Archila. Sudamerlycaste fimbriata ingår i släktet Sudamerlycaste och familjen orkidéer. Inga underarter finns listade i Catalogue of Life.